# Корнь (Нямц)
Корнь, Корні (рум. Corni) — село у повіті Нямц в Румунії. Входить до складу комуни Бодешть.
Село розташоване на відстані 291 км на північ від Бухареста, 15 км на північний схід від П'ятра-Нямца, 84 км на захід від Ясс.

## Населення
За даними перепису населення 2002 року у селі проживали 197 осіб, усі — румуни. Усі жителі села рідною мовою назвали румунську.